# Mondo infame
Mondo infame è un film del 1963, diretto da Roberto Bianchi Montero. È un documentario che appartiene al sottogenere del mondo movie.

## Trama
Curiosità scioccanti dalle abitudini di popolazioni africane, orientali, indiane e occidentali. Contiene spezzoni tratti dai film Continente perduto, L'impero del sole, L'ultimo paradiso, La muraglia cinese.